# 泛海酒店
泛海酒店集團有限公司，簡稱泛海酒店集團，以及泛海酒店（英語：Asia Standard Hotel Group Limited，港交所除牌前：0292），於1994年由母公司泛海國際集團有限公司，透過收購長榮酒店（香港皇悅酒店前身）而設。
於2000年7月25日於港交所主板上市，事實上是透過已結業的，八佰伴香港有限公司（1988年9月22日上市）換取上市，直至2024年10月22日，因私有化完成撤銷上市，結束總共36年上市地位。
業務在香港和加拿大經營「皇悅酒店」的連鎖式酒店資產，也就是港島皇悅酒店、尖沙咀皇悅酒店、銅鑼灣皇悅酒店和溫哥華皇悅酒店及會議中心，除此之外，還經營旅遊和餐飲，也就是日本信用旅運（旅行社牌照號碼：350140）和位於上海的天天美國餐廳。主席為潘政，總裁為林迎青。
總部位於香港灣仔駱克道33號萬通保險大廈30樓。

## 連結
- AsiaStandardHotelGroup.com （页面存档备份，存于）